# King’s Tonic
King’s Tonic ist eine deutsch- und englischsprachige Punkrock-Gruppe aus Dortmund. Sie spielt in der Besetzung Gitarre, Gesang, Schlagzeug, Bass. Live sind sie primär als Duo mit Akustikgitarren aktiv.

## Geschichte
Gegründet wurde King’s Tonic im Jahr 2002. Nachdem Gitarrist Swen O. Heiland und Schlagzeuger Andreas Bargel 2003 zur Gruppe hinzugestoßen sind, nahm die Band im selben Jahr ihr erstes Album auf und veröffentlichte dieses kurze Zeit später. Im Jahr 2007 ersetzte Ex-Rage-Schlagzeuger Christos Efthimiadis Andreas Bargel, bevor im Jahr 2008 auch sein Bruder Spiros Efthimiadis zur Gruppe stieß. Seit 2012 ist die Gruppe vor allem als Duo mit wechselnden Gastmusikern aktiv.
Die Band hat bisher fünf Alben veröffentlicht und spielte Konzerte in Europa, Asien und Nordamerika, u. a. mit den H-Blockx, Emil Bulls, Running Wild, Liquido, Extrabreit, Lotto King Karl, Fools Garden oder Itchy Poopzkid zusammen.
Neben diversen Soundtracks und Samplerbeiträgen steuerten King’s Tonic im Jahr 2010 auch den Titelsong zu dem Hörbuch Yurumi Gang – Onkel Herberts Vermächtnis von Bernd Gieseking bei, in dem sie auch selbst in einer Nebenrolle mitspielen.
Im Jahr 2012 veröffentlichte die Band die Fanhymne Monarchie des Klopp, die auf der offiziellen Borussia-Dortmund-Meistercompilation Echte Liebe – BVB Hits 2012 erschien. Das Werk ist dem damaligen BVB-Trainer Jürgen Klopp gewidmet und eine Neuinterpretation des im Jahr 2010 veröffentlichten Songs Monarchie des Rock. Kurz nach der Veröffentlichung wurde der Titel vom lokalen Radiosender Radio 91.2 zu Dortmunds beliebtestem Meistersong 2012 gekürt. Zum Finale im DFB-Pokal spielte die Band den Song beim Public Viewing auf der Berliner Waldbühne vor circa 18.000 Zuschauern; die CD Echte Liebe – BVB Hits 2012 stieg eine Woche nach der Veröffentlichung auf Platz 13 der deutschen Compilation-Charts ein.
Im Dezember 2023 veröffentlichte die Band zu ihrem zwanzigjährigen Jubiläum das Album The Best The Rare The Rest, welches zugleich als finaler Tonträger angekündigt wurde.

## Diskografie

### Alben und EPs
- 2003: Haven’t Heard of You Either (Distinct/Sony)
- 2008: Fuck Your Neighbour (Supermusic/Alive)
- 2009: 21 (Supermusic/Alive)
- 2010: Rock Monarchy (Supermusic/Alive)
- 2011: APR (Supermusic/Alive)
- 2016: Tanz mit mir (Timezone Records)
- 2018: Schwarzgelb (Spinnup/Universal)
- 2023: The Best The Rare The Rest (Musiklizenz/AAA)

### Soundtracks
- 2006: Movienight of Extreme Sports / Songs: Eddie Would Go und Rise Before You Fall
- 2007: Movienight of Extreme Sports / Song: Naked
- 2007: Sony PSP "The Way" Parcours DVD / Song: Naked
- 2008: Movienight of Extreme Sports / Song: Naked
- 2010: Yurumi Gang – Onkel Herberts Vermächtnis / Song: 21
- 2011: GTI 35 Edition E-Game / Song: Rock Monarchy
- 2012: Dortmund Tanzt / Song: Steh Auf Und Tanz
- 2015: Yurumi Gang – Die Sammelbox / Song: 21
- 2016: Adrenaline Movie Tour / Songs: Naked und Waiting for Godot

### Samplerbeiträge
- 2005: Ruhrklang Sampler Vol. 1 /Song: Cry 4 U
- 2005: Scream Festival Sampler / Songs: Revolution und Stars Must Collide
- 2006: All Freaks Mixed Vol. 2 / Song: Fuck Your Neighbour
- 2006: Sounds of the City Vol. 1 / Song: Fuck Your Neighbour
- 2008: Riot on Sunset Vol 2  / Song: Naked
- 2012: Echte Liebe – BVB Hits 2012 / Song: Monarchie des Klopp
- 2013: 52 Songs of Happiness / Song: Jetzt und Hier
- 2014: Dortmunder Jungs – Heimat / Song: Von Stockholm bis Rom
- 2015: Nur der BVB. Das Beste von Gestern & Heute / Songs: Von Stockholm bis Rom und Oh, Borussia
- 2016: Slam Magazin Sampler #89 / Song: Tanz mit mir
- 2017: Nur der BVB. Das Beste vom Besten / Song: Wir holen den Pokal
- 2020: BVB Weihnachtslieder / Song: Dieses Jahr zu Weihnachten